# Allée Félicie-Hervieu
L'allée Félicie-Hervieu est une voie située dans le 14e arrondissement de Paris, en France.

## Situation et accès
L'allée est la voie centrale du square de l'Abbé-Lemire, située au 78, rue Vercingétorix.

## Origine du nom
La voie porte de le nom de Félicie Hervieu (1840-1917) depuis 2022.

## Historique
Le square de l'Abbé-Lemire est créé en 1981. En 2022, après un débat de délibération, la Ville de Paris décide de nommer l'allée centrale d'après Félicie Hervieu, militante pour l'accès à des aides des familles précaires. Aidée du docteur Lancry et de l’abbé Lemire, elle crée à Sedan les jardins ouvriers pour venir en aide aux familles d'ouvriers les plus précaires. 